# 808 FACTORY
- 808 FACTORY
- 808ファクトリー

808 FACTORY(はちまるはちふぁくとりー)は、有限会社 新日邦が運営している、無農薬の野菜工場である。

## 概要
人工光を利用し、浅く培養液を流し続ける栽培方式により、種まきから38日から45日での収穫が可能となっている。
808ファクトリーの商品は、主に静岡県内のみで販売されていたが、。2019年7月現在、首都圏や中京圏にも販売を拡大している。

### CM
CMには、本田望結が出演する、袋に入った野菜を食べるものや、「808でなにつくろー？」というシリーズで本商品を使った料理を取り上げたものがある。

## 工場概要
- 所在地 静岡県焼津市中根新田834-1
- 敷地面積：2700m2(工場：約1400m2事務所棟：約100m2)[7]

2019年7月現在、工場見学は行っていない。

## 沿革
新日邦は、2012年に新規事業としてアグリ事業部を立ち上げ植物工場事業に参入した。
当初は甲斐剛(2018年現在の事業部長)が一人で担当していた。
その後、一日1200株の生産能力の既存の植物工場を買収した。
2014年に808FACTORYを建設、2017年には第二工場も建設され、生産能力が一日2万株になる。

## 808ファクトリーカフェ
丸井静岡店の1階とオーレ藤枝の1階に、808ファクトリーカフェが出店している。
店内では、808ファクトリーの野菜を使ったスムージーやコールドプレスジュースなどを取り扱っている。